# Gulsvik Station
Gulsvik Station (Gulsvik stasjon) er en tidligere jernbanestation på Bergensbanen, der ligger ved bygden Gulsvik i Flå kommune i Norge.
Stationen åbnede 21. december 1907, da banen blev forlænget dertil fra Geilo. Stationen blev fjernstyret og gjort ubemandet 1. juni 1986. Betjeningen med persontog ophørte 23. maj 1982 men blev genoptaget fra 29. maj 1994 til 20. april 2000. Stationsbygningen, der er opført i gulmalet træ efter tegninger af Paul Armin Due, eksisterer stadig.